# Richard L. Bare
Richard Leland Bare (Turlock, 12 agosto 1913 – Newport Beach, 28 marzo 2015) è stato un regista statunitense.

## Filmografia parziale

### Cinema
- La congiura dei rinnegati (Return of the Frontiersman) (1950)
- Il cerchio della vendetta (Shoot-Out at Medicine Bend) (1957)
- The Travellers (1957)
- Testimone oculare (Girl on the Run) (1958)
- Asfalto selvaggio (This Rebel Breed) (1960)
- Con sei ragazze a poppa si rizza la prua (I Sailed to Tahiti with an All Girl Crew) (1968) - anche sceneggiatore e produttore
- Wicked, Wicked (1973) - anche sceneggiatore e produttore

### Televisione
- Cheyenne – serie TV, 21 episodi (1955-1962)
- Broken Arrow – serie TV, 13 episodi (1956-1958)
- Indirizzo permanente (77 Sunset Strip) – serie TV, 6 episodi (1958-1959)
- Tombstone Territory – serie TV, 8 episodi (1958-1959)
- Maverick – serie TV, 11 episodi (1957-1959)
- Ai confini della realtà (The Twilight Zone) – serie TV, 7 episodi 1960-1964)
- Il virginiano (The Virginian) – serie TV, 6 episodi (1963-1964)
- Petticoat Junction – serie TV, 34 episodi (1964-1965)
- La fattoria dei giorni felici (Green Acres) – serie TV, 166 episodi (1965-1971)